# Bellevue (Iowa)
Bellevue is een plaats (city) in de Amerikaanse staat Iowa, en valt bestuurlijk gezien onder Jackson County.

## Demografie
Bij de volkstelling in 2000 werd het aantal inwoners vastgesteld op 2350.
In 2006 is het aantal inwoners door het United States Census Bureau geschat op 2361, een stijging van 11 (0,5%).

## Geografie
Volgens het United States Census Bureau beslaat de plaats een oppervlakte van
2,7 km², waarvan 2,5 km² land en 0,2 km² water. Bellevue ligt op ongeveer 183 m boven zeeniveau.

## Plaatsen in de nabije omgeving
De onderstaande figuur toont nabijgelegen plaatsen in een straal van 20 km rond Bellevue.